# 关庙乡 (乐山市)
关庙乡，是中华人民共和国四川省乐山市市中区曾经下辖的一个乡。2019年12月，撤销关庙乡，将其所属行政区域划归牟子镇管辖。

## 行政区划
关庙乡撤销前下辖以下地区：
板桥溪社区、花台村、雷沟村、苏坪村、建国村、桥耳店村、板桥村、东林村、方湾村和三峡村。